# チャーリー・ダニエルズ
チャーリー・ダニエルズの名で活躍するチャールズ・エドワード・ダニエルズ（Charles Edward Daniels、1936年10月28日 - 2020年7月6日）はアメリカのミュージシャン、シンガーソングライター、ギタリスト、フィドル奏者。
1950年代に活動をスタートし、長きにわたってカントリー・ミュージック、サザン・ロックの分野で活躍。カントリー・チャートのNo.1に輝いた "The Devil Went Down to Georgia" をはじめとしたいくつかのヒット曲で広く知られている。また見栄えのある太鼓腹を持つ巨漢でもある。

## キャリア
1950年代から歌手・ギタリストとして活動を始める。1964年、エルヴィス・プレスリーがレコーディングすることになる "It Hurts Me" をジョーイ・バイヤーズと共作する。プロデューサーであるボブ・ジョンストンの下、ナッシュビルでセッションミュージシャンとして活動し、1969年から1970年にかけてボブ・ディランやレナード・コーエンのアルバムにも参加した。1971年に初のソロ・アルバム "Charlie Daniels" をリリース。
1973年の2ndアルバム "Honey in the Rock" からシングル・カットされた "Uneasy Rider" がビルボードHOT100の9位にまで上昇する初ヒットとなる。またこの時期にはマーシャル・タッカー・バンドのセミ・レギュラーとなり、彼らのアルバムの多くにフィドル奏者として参加した。
1974年には、現在まで続くダニエルズの代名詞ともいえるボランティア・ジャム（en:Volunteer Jam）の第1回目を開催する。1980年代後半に3年間中断した以外、このイベントは毎年必ず開催された。

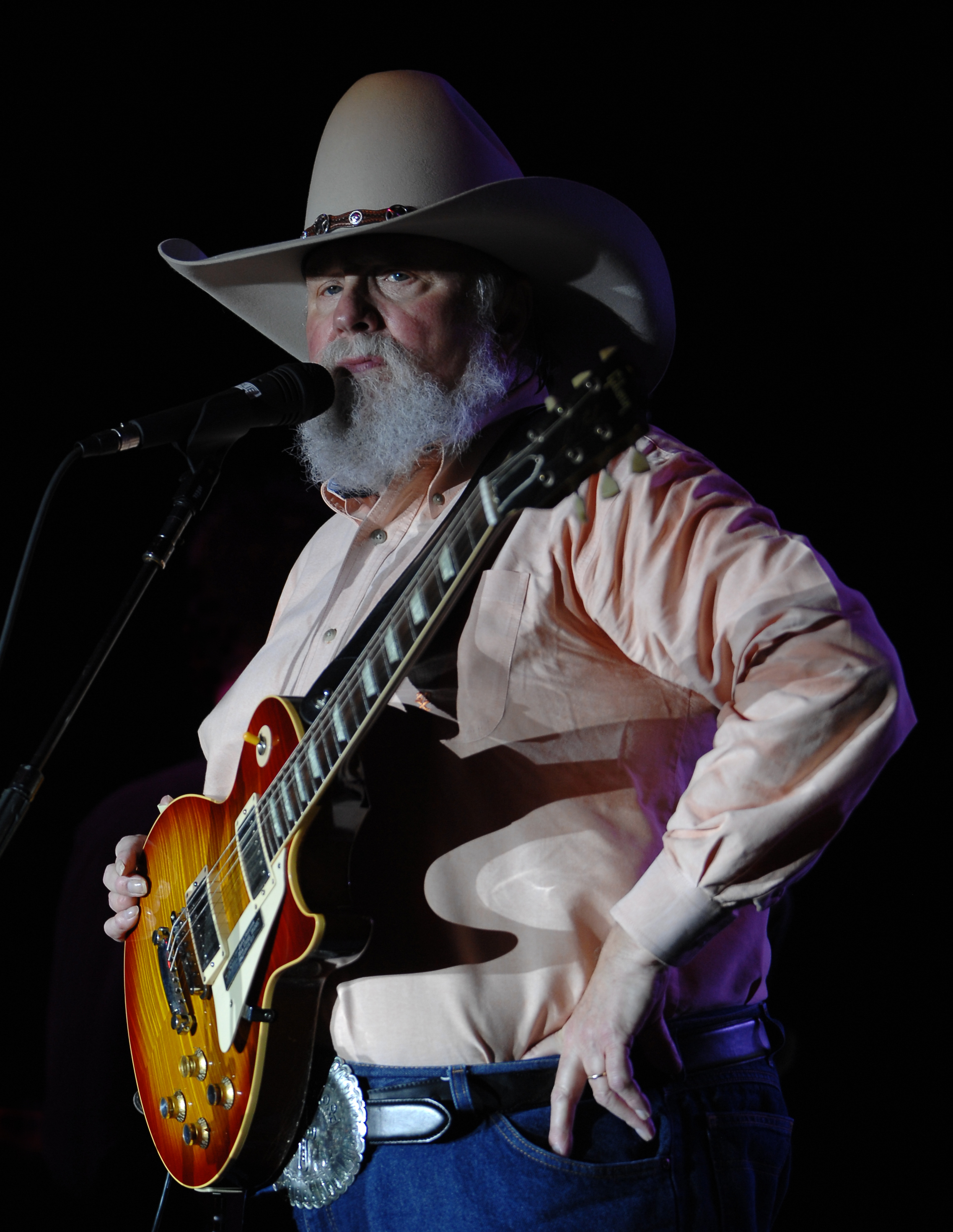
2009年4月29日、ケンタッキー州ルイビルのウォーターフロント・パークでのステージ

1975年には "The South's Gonna Do It Again" がトップ30ヒットになったほか、"Long Haired Country Boy" もマイナー・ヒットとなる。
ハンク・ウィリアムズ Jr. (en:Hank Williams, Jr.) の "Hank Williams, Jr. and Friends" にもフィドル奏者として参加。
1979年、"The Devil Went Down to Georgia" でグラミー賞の「ベスト・カントリー・ボーカル」部門を受賞。この曲は翌年、ジョン・トラボルタ主演の映画『アーバン・カウボーイ』に使用され、カントリー・ファン以外の聴衆にも広く知れ渡り、ジャンルを超えた成功を収めた。ダニエルズは彼自身の役でこの映画に出演もしている。
1980年、ジェシー・ジェイムズを題材にしたカントリー・ミュージックによるコンセプトアルバム "The Legend of Jesse James" に参加。同年の "In America"（11位）、"The Legend of Wooley Swamp"（31位）や1982年の"Still in Saigon"（22位）はポップ・ヒットともなった。
1990年代に入っても数枚のアルバム、シングルをカントリー・チャートに送り込んでいるほか、ゴスペルや宗教音楽のアルバムをリリース。
2000年、ブラッド・ジョンソン主演の映画『アクロス・ザ・ライン』(en:Across the Line) の音楽を担当。2001年にはUPSのテレビCMに出演した。
2005年10月にはBMIカントリー・アワードを受賞。2006年にはリトル・リチャード、ブーツィー・コリンズらとハンク・ウィリアムズ Jr. のバックバンドを編成し、「マンデーナイトフットボール」のオープニングに登場した。
2007年11月、マルティナ・マクブライドに誘われてグランド・オール・オプリのメンバーとなる。
現在も精力的に活動を続け、自身のステージのほか、他の歌手の作品の楽曲の提供や参加、テレビCMや映画音楽等幅広く活躍していたが、2020年7月6日に死去。